# Berazategui
Pour le partido, voir Berazategui (partido).
Pour les articles homonymes, voir Berazategui (homonymie).
Berazategui est une ville de la province de Buenos Aires, en Argentine. Elle est située au sud-est de Quilmes et est le siège du partido Berazategui.